# Nazionale femminile di pallamano della Jugoslavia
La nazionale di pallamano femminile della Jugoslavia è stata la rappresentativa della Jugoslavia nelle competizioni internazionali di pallamano femminile. La sua attività era gestita dalla Federazione di pallamano della Jugoslavia. Nella sua storia ha vinto per una volta il campionato mondiale (nel 1973) e nelle sue tre partecipazioni ai Giochi olimpici ha conquistato l'oro nel 1984 e l'argento nel 1980.
La nazionale della Serbia è considerata sua successore.

## Palmarès

### Olimpiadi
- (1984)
- (1980)

### Mondiali
- (1973)
- (1965, 1971, 1990)
- (1957, 1982)

## Partecipazioni ai tornei internazionali
- 1976: non qualificata
- 1980:  2º posto
- 1984:  Campione
- 1988: 4º posto

- 1957:  3º posto
- 1962: 4º posto
- 1965:  2º posto
- 1971:  2º posto
- 1973:  Campione
- 1975: 5º posto
- 1978: 5º posto
- 1982:  3º posto
- 1986: 6º posto
- 1990:  2º posto